# Беседе проте Матеје Ненадовића
„Беседе проте Матеје Ненадовића“ је југословенски филм из 1976. године. Режирао га је Александар Мандић, а сценарио је писао Бранивој Ђорђевић.

## Улоге
| Глумац     | Улога |
| ---------- | ----- |
| Љуба Тадић |       |